# 蒙卡爾姆鎮區 (密歇根州)
蒙卡爾姆鎮區（英語：Montcalm Township）是位於美國密歇根州蒙卡爾姆縣的一個行政鎮區。

## 地方資料
蒙卡爾姆鎮區的面積為94.40平方千米，當中陸地面積為91.80平方千米，而水域面積為2.60平方千米。根據2020年美國人口普查的數據，當地共有人口3394人，而人口密度為每平方千米35.95人。